# Historia de los judíos en Kenia

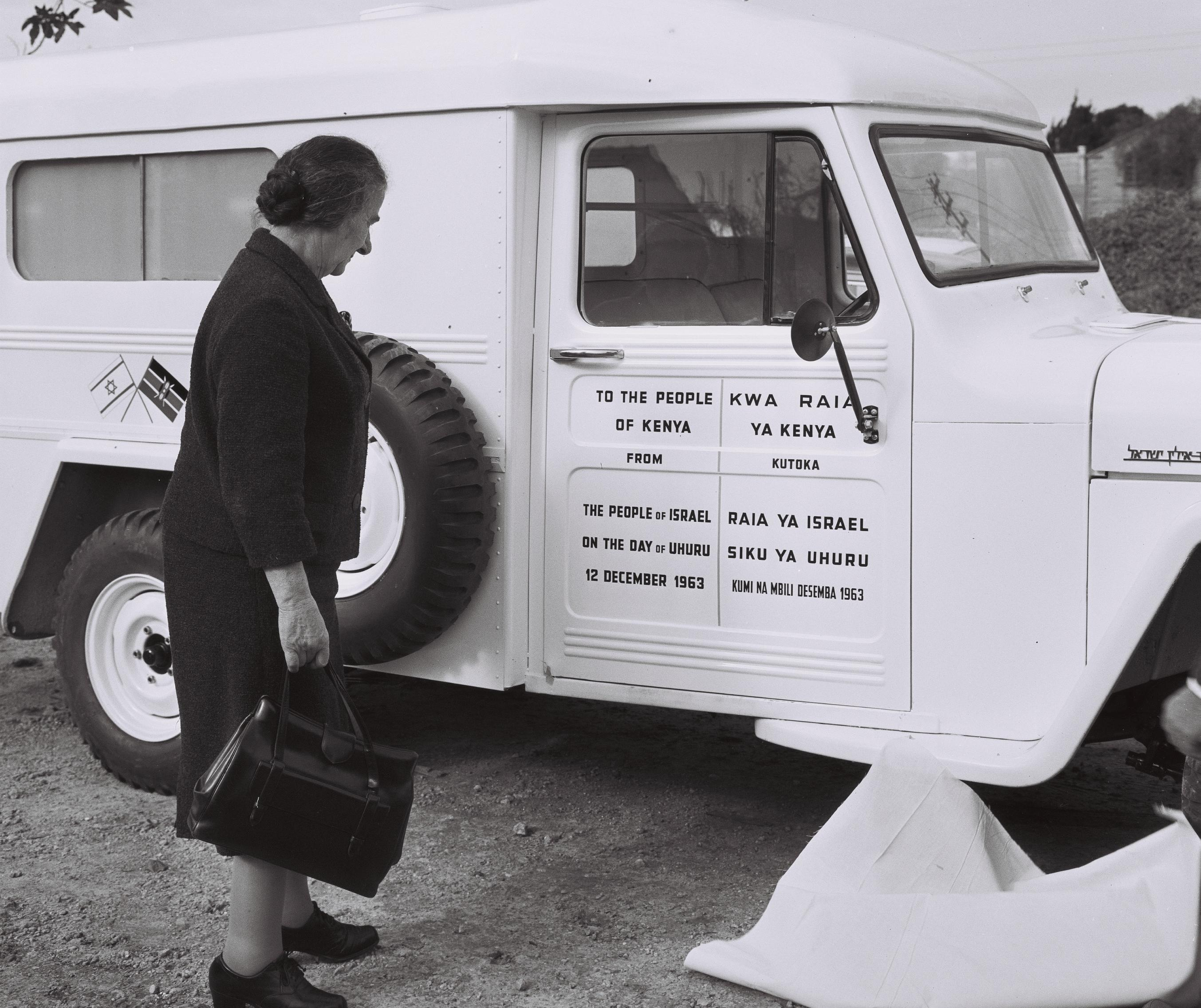
Golda Meir, primera ministra de Israel, junto a una ambulancia donada por Israel a los habitantes de Kenia, 1963.

La historia de los judíos en Kenia refiere a la historia de la comunidad judía, desde su establecimiento en el país desde 1899. En la actualidad, todavía existe una pequeña comunidad judía en el país.    

## Historia
En 1899, un empresario judío llamado J. Marcus, decidió mudarse de la India para asentarse en Nairobi, en donde estableció un negocio de exportación de productos locales. En 1903, durante el 6° Congreso Sionista, el secretario colonial británico Joseph Chamberlain ofreció a la comunidad sionista liderada por Theodor Herzl, una parte del territorio entre Kenia y Uganda conocido como el Programa para la Uganda británica, a fin de que pudiesen establecer un país autónomo para el pueblo judío. La sugerencia generó mucha controversia dentro de la comunidad internacional judía, y fue rechazada en el 7° Congreso Sionista realizado en 1905.
A pesar de que el plan fue dado de baja, hacia 1913 ya se habían establecido veinte familias en Kenia, especialmente en la ciudad de Nairobi. En 1907 se inauguró el primer cementerio judío, y para 1913 se había instalado la primera sinagoga del país. Durante la Segunda Guerra Mundial y posterior al Holocausto, la inmigración judía se intensificó, al punto de que su comunidad alcanzó a los 1200 habitantes. Previo a la creación del Estado de Israel, miembros de la comunidad judía en Kenia colaboraron con los combatientes de los grupos paramilitares sionistas Irgún y Leji, quienes habían sido apresados por los británicos en la ciudad de Gilgil. Tras la creación de Israel en 1948, muchos judíos en Kenia decidieron emigrar hacia Israel. En 1963, cuando Kenia obtuvo su independencia, la población judía disminuyó todavía más, y pasaron de ser residentes a personas bajo contratos internacionales u asignaciones de negocios a largo plazo.
En 2011, se estimó que el 80% de los expatriados judíos en Kenia son israelitas. En 2013, la comunidad judía estaba conformada por más de 600 personas.
Una comunidad Kasuku de 60 miembros de habla kikuyu se llama a sí misma comunidad judía Kasuku Gathundia, se ha desarrollado entre los agricultores de subsistencia en las altas montañas keniatas, cerca de la localidad de Nyahururu. Según su patriarca, Yosef Ben Avraham Njogu,  la comunidad se formó tras una ruptura con la congregación mesiánica judía, cuando una supuesta visita de los judíos hacia Nairobi, les llevó al convencimiento de que aquella comunidad practicaban más un culto de corte mesiánico que judío. Al percatarse de esa distinción, él junto con Avraham Ndungu Mbugua se separaron de la congregación, y comenzaron a estudiar el judaísmo con mayor profundidad. La circuncisión, tradicionalmente un rito de la pubertad prohibido por ley al nacer, hace que estos jóvenes tengan que viajar a Uganfa para que la comunidad Abayudaya lleve a cabo el procedimiento. La sinagoga de la Congregación Hebrea de Nairobi no posee conexiones con esta comunidad keniata.